# Mack - Il marciapiede della violenza
Mack - Il marciapiede della violenza (The Mack) è un film blaxploitation statunitense del 1973 diretto da Michael Campus.
Nonostante le recensioni non furono favorevoli al momento della sua uscita, Mack - Il marciapiede della violenza è considerato da molti critici il miglior film del suo genere. La pellicola viene spesso categorizzata nel genere blaxploitation, ma Campus, Max Julien e altri coinvolti nella sua produzione hanno sostenuto che tale etichetta di genere semplifica eccessivamente il film.

## Trama
Tornato a casa dopo una condanna a cinque anni di carcere, John "Goldie" Mickens ha un piano per ottenere denaro e potere a Oakland, in California, diventando un pappone. Le abitudini criminali di Goldie contrastano con gli sforzi del fratello Olinga, un nazionalista nero, per salvare la comunità dalla droga e dalla violenza. Con Slim come socio e Lulu come capo prostituta, organizza una squadra di donne e rapidamente raggiunge la notorietà. Il suo successo attira l'attenzione di Fat Man, il boss dell'eroina per cui Goldie lavorava prima di finire in prigione, e di Hank e Jed, due detective bianchi corrotti e razzisti. Goldie si rifiuta di lavorare di nuovo per Fat Man e respinge le richieste dei detective di impedire al fratello di liberare le strade dalla droga. Di conseguenza, sua madre viene aggredita e alla fine muore. Sebbene Olinga sia deluso da Goldie perché "ha portato la morte in casa loro", accetta di aiutarlo a vendicarsi. Elaborano un piano con Slim per vendicarsi, ma i loro piani falliscono quando Hank e Jed uccidono Slim al loro punto d'incontro. Rivelano di essere responsabili della morte della madre di Goldie, spingendo Goldie e Olinga a ucciderli entrambi. Rendendosi conto che una delle sue prostitute, "Chico", aveva fatto la spia a Hank e Jed, cerca di spararle, ma poi si trattiene e se ne va. Oakland è ormai troppo pericolosa e Goldie saluta il fratello con un abbraccio e parte dalla città su un autobus a noleggio.

## Produzione
La produzione del film si svolse da inizio settembre a fine dicembre 1972. Secondo il regista Michael Campus, la sceneggiatura originale del film venne scritta in carcere sulla carta igienica da Bobby Poole, un detenuto di San Quintino. Durante il suo soggiorno di due mesi a Oakland, Campus incontrò Frank Ward, un vero protettore e spacciatore di Oakland. Il personaggio di Goldie, interpretato da Max Julien, è basato su di lui. Per girare il film, Campus aveva bisogno del permesso di Ward, poiché molte scene erano state girate nel suo territorio. In cambio della sua guida e protezione, Campus fece comparire Ward nel film. Tutti i senzatetto, i tossicodipendenti, i papponi e le donne presenti nel film furono forniti da Frank Ward.
Sebbene Campus godesse della protezione di Ward, il film si girò anche nel territorio delle Pantere Nere. Durante le riprese, i membri delle Black Panther lanciarono bottiglie e bidoni della spazzatura dai tetti. Per garantire il buon esito delle riprese, fu stipulato un accordo aggiuntivo con Huey Newton e Bobby Seale, incaricati di fornire comparse per il film. Circa a metà della produzione, Frank Ward fu ucciso a colpi d'arma da fuoco mentre era a bordo della sua Rolls-Royce. Si ipotizzò che le Pantere Nere fossero responsabili della morte di Ward, e i registi e il cast si trasferirono in zone più sicure per le riprese. Nonostante la tensione, le riprese di apertura del film furono effettuate a Oakland, e tutti i proventi furono devoluti al programma di beneficenza Free Breakfast for Children ("colazione gratuita per i bambini") delle Pantere Nere.